# Claudia Zaczkiewicz
Claudia Hildegard Zaczkiewicz (z domu Reidick, ur. 4 lipca 1962 w Oberhausen) – niemiecka lekkoatletka specjalizująca się w krótkich biegach płotkarskich, uczestniczka letnich igrzysk olimpijskich w Seulu (1988), brązowa medalistka olimpijska w biegu na 100 metrów przez płotki. W czasie swojej kariery reprezentowała Republikę Federalną Niemiec.

## Sukcesy sportowe
- czterokrotna medalistka mistrzostw RFN w biegu na 100 metrów przez płotki – trzykrotnie złota (1987, 1988, 1989) oraz srebrna (1990)[1]
- czterokrotna medalistka halowych mistrzostw RFN w biegu na 100 metrów przez płotki – złota (1991) oraz trzykrotnie srebrna (1987, 1988, 1989)[2]

| Rok  | Miasto | Zawody               | Konkurencja       | Wynik         |
| ---- | ------ | -------------------- | ----------------- | ------------- |
| 1987 | Rzym   | Mistrzostwa świata   | bieg na 100 m ppł | 7. miejsce    |
| 1988 | Seul   | Igrzyska olimpijskie | bieg na 100 m ppł | brązowy medal |

## Rekordy życiowe
- bieg na 60 metrów przez płotki (hala) – 7,89 – Karlsruhe 07/02/1988
- bieg na 100 metrów przez płotki (stadion) – 12,75 – Seul 30/09/1988[3]